# Sphoeroides georgemilleri
Sphoeroides georgemilleri is een straalvinnige vissensoort uit de familie van kogelvissen (Tetraodontidae). De wetenschappelijke naam van de soort is voor het eerst geldig gepubliceerd in 1972 door Shipp.